# Lev Shestov
Lev Isaakovich Shestov (Russo: Лев Исаакович Шестов), nascido Yehuda Leyb Schwarzmann (Russo: Иегуда Лейб Шварцман) (Kiev, 31 de janeiro jul./ 12 de fevereiro de 1866 greg. – Paris, 20 de novembro de 1938), foi um filósofo existencialista russo. Nascido em 1866, mudou-se para a França em 1921, fugindo da Revolução de Outubro. Viveu em Paris até morrer, em 19 de novembro de 1938. Albert Camus (1913-1960), em sua obra "Le Mythe de Sisyphe" (O Mito de Sísifo), inicia com uma crítica negativa ao existencialismo. O filósofo defendia que os existencialistas reconhecem inicialmente que esta vida é absurda e sem sentido, mas, em seguida, dão um "salto existencial" ou um "salto de fé" e atribuem um significado fabricado à sua existência, muitas vezes divinizando o absurdo - o "suicídio filosófico", segundo Camus.
Por exemplo, ele escreve sobre Shestov: "(Quando) Shestov descobre a absurdidade fundamental de toda a existência, ele não diz "Isso é um absurdo", mas sim "Isto é Deus". Assim como Kierkegaard: “Kierkegaard também dá o salto. O fato de sua infância ter sido tão assustada pelo cristianismo faz com que ele finalmente retorne ao seu aspecto mais áspero. Para ele também, antinomia e paradoxo se tornaram os critérios do religioso".

## Vida
Nascido em uma família judia em Kiev, antigamente parte do Império Russo, Shestov estudou em vários lugares, devido a confrontos rebeldes com autoridade. Estudou direito e matemática na Universidade Estatal de Moscou, mas após um conflito com um inspetor, foi mandado voltar a Kiev, onde completou seus estudos.
A dissertação de Shestov impediu que ele se tornasse doutor de direito, uma vez que foi demitido por causa de suas tendências revolucionárias.
Em 1908, mudou-se para Friburgo, Alemanha, e permaneceu lá até 1910, quando mudou-se para um vilarejo suíço chamado Coppet. Durante esse período, o autor trabalhou de forma prolífica. Um dos frutos desses trabalhos foi a publicação de Vigílias Grandes e Palavras Penúltimas. Retornou a Moscou em 1915, e neste ano seu filho Sergei morreu em combate contra os alemães. Durante o período de Moscou, seu trabalho tornou-se mais influenciado por questões religiosas e teólogas. A apreensão do governo pelos bolcheviques em 1917 tornou a vida difícil para Shestov, e os marxistas o pressionaram a escrever uma defesa da doutrina marxista como uma introdução a sua nova obra, Potestas Clavium. Caso contrário, não seria publicada. Shestov recusou-se a fazê-lo, porém com a permissão das autoridades ele lecionou filosofia grega na Universidade de Kiev.
A antipatia de Shestov pelo regime soviético o levou a assumir uma longa viagem fora da Rússia, e eventualmente ele chegou à França. O autor era uma figura popular na França, onde sua originalidade foi rapidamente reconhecida. Em Paris, logo se tornou amigo do jovem Georges Bataille. Nos anos de entre guerras, Shestov continuou a se transformar em um pensador de grande proeminência. Durante esse período, ele ficou imerso no estudo de grandes teólogos como Blaise Pascal e Plotinus, ao mesmo tempo que lecionava na Sorbonne em 1925. Em 1926, ele foi apresentado a Edmund Husserl, com quem manteve um relacionamento cordial apesar das diferenças radicais em suas perspectivas filosóficas. Em 1929, durante um retorno a Friburgo, ele se encontrou com Edmund Husserl e foi convidado a estudar o filósofo dinamarquês Søren Kierkegaard.

## Obras
- Шекспир и его критик Брандес, St. Petersburg: Stasyulevitch, 1898. 282 páginas. (Shakespeare e seu crítico Brandes)
- Добро в учении гр. Толстого и Ницше (философия и проповедь), 1900. (Tolstói e Nietzsche. Filosofia e pregação)
- Достоевский и Ницше (философия трагедии), St. Petersburg: Stasyulevitch, 1903. 245 p. (Dostoiévski e Nietzsche. A filosofia da tragédia.)
- Апофеоз беспочвенности (опыт адогматического мышления), St. Petersburg: Obshestvenaya Polza, 1905. 285 p. (A apoteose da falta de base (a experiência do pensamento adogmático))
- Начала и Конци. Сборник статей, St. Petersburg: Stasyulevitch, 1908. 152 p. (Anton Tchekhov e outros ensaios, e Penúltimas palavras)
- Великие Кануны, St. Petersburg: Shipovnik, 1911. 314 p. (Grandes vigílias)
- Власт ключей. Potestas Clavium, Berlin: Skythen-Verlag, 1923. 279 p. (Potestas Clavium ou O poder das chaves)
- На Весах Иова. Странствования по душам, Paris: Annales Contemporaines, 1929. 371 p. (No peso do trabalho. Despertando de coração para coração)
- Kierkegaard et la philosophie existentielle. Vox clamantis in deserto, Paris : Ed. Les Amis de Léon Chestov et Librairie philosophique J. Vrin, 1936, 384 p.
- Athènes et Jérusalem. Un essai de philosophie religieuse, Graz 1938.
- Умозрение и Откровение. Религиозная философия Владимира Соловьева и другие статы, Paris: YMCA Press, 1964. 347 p. (Especulação e Revelação. Filosofia religiosa de Vladimir Solovyov e outras figuras)